# なないろ∞ミルキーウェイ
なないろ∞ミルキーウェイは、愛知県名古屋市を拠点に活動する日本の女性アイドルグループである。結成時から2024年までは「完全セルフプロデュースアイドル」をうたい、メンバーでアイデアを出し合って運営の仕事も並行して行っていた。2025年以降も振付などはメンバーが考案している。略称は、ななミル、なないろ。

## 概要
2019年12月15日、フェアリーテイルズ名古屋でデビューライブを7人で行った。プロデューサーは夏宮みずほ。キャッチフレーズは「7つの光で輝きたい!」であるが、メンバーの卒業と加入を繰り返すため7人であるとは限らない。2021年7月4日、「SEKIGAHARA IDOL WARS 2021 〜関ケ原唄姫合戦〜in 尾張」予選会でブロック1位となり、同月23、25日の2日間において本戦ライブに出演した。2022年8月11日、ワンマンライブで総動員500名を達成した。また2022年9月から12月にかけて全国7ヵ所でのツアーを実施した。定期公演「虹の架け橋」、主催ライブ「ななフェス!」を行っている。
2024年12月15日に現体制終了ライブを実施し、プロデューサー兼任の夏宮みずほ含むメンバーの半数が卒業。夏宮はプロデューサー専任となった。2025年3月2日に新体制お披露目ライブを実施した。
グループ挨拶は2024年までは「セルフの可能性は∞（無限大）！」、2025年以降は「可能性は∞（無限大）！」

### グループ名の由来
当初は夏宮みずほと七海りおともう1人の3人組を想定していたため、それぞれの誕生日である7月7日（七夕、天の川＝ミルキーウェイ）、7月16日（なないろ）8月8日(∞)を組み合わせて名付けられた。

## 略歴

### 2019年
- 10月1日、夏宮みずほプロデュースの7人組で同年12月15日にデビューすることを発表。
- 11月1日、夏宮みずほ、七海りお、小桜みりあ、夜月ちさ、祭﨑のどか、合咲凜、藍沢葉月の7人を発表。
- 12月15日、デビューライブをフェアリーテイルズ名古屋で開催。

### 2020年
- 1月24日、藍沢葉月の体調不良による活動辞退と同年2月11月のラストライブを発表。
- 2月11日、藍沢葉月のラストライブをVERSUS東海ホールで開催。
- 3月4日、緑色担当メンバーの募集を開始。
- 5月24日、黄緑担当として杉野菜子の加入を発表[4]。
- 6月11日、杉野菜子がデビュー。
- 6月20日、合咲凜が「夢を叶えるため」と卒業を発表[5]。
- 7月29日、白色担当メンバーの募集を開始。
- 8月1日、合咲凜のラストライブをフェアリーテイルズ名古屋で開催。
- 8月16日、姫柊さくらの加入を発表[6]。
- 9月22日、新アーティスト写真により姫柊さくらの白色担当を発表。
- 9月26日、姫柊さくらのデビューライブを開催。
- 12月13日、デビュー1周年を記念した1stワンマンライブ「虹の架け橋」をフェアリーテイルズ名古屋で開催。

### 2021年
- 1月1日、新メンバーの募集を開始。
- 2月6日、夏宮みずほプロデュースによる妹分グループ「ほわいと☆ベガ」の結成を発表。
- 3月28日、青色担当として藍蝶みらんの加入を発表[7]。
- 4月28日、藍蝶みらんがデビュー。
- 5月2日、ほわいと☆ベガがデビュー。
- 6月16日、定期公演「虹の架け橋」vol.1をサウンドノート名古屋で開催。
- 7月4日、「SEKIGAHARA IDOL WARS 2021 〜関ケ原唄姫合戦〜in 尾張」予選会でブロック1位となり、2日間のライブ参戦権を獲得[2]。
- 7月8日、パステルピンク担当として舞咲ゆめの加入を発表[8]。
- 7月18日、舞咲ゆめがデビュー。
- 7月23、25日、「SEKIGAHARA IDOL WARS 2021 〜関ケ原唄姫合戦〜in 尾張」に出演[3]。
- 8月19日、姫柊さくらが「アイドルとしてのステップアップを目指すため」と卒業を発表。
- 8月30日、「虹の架け橋」vol.2をサウンドノート名古屋で開催。
- 9月14日、姫柊さくらの卒業ライブをサウンドノート名古屋で開催。
- 9月21日、新メンバーの募集を開始。
- 10月24日、「虹の架け橋」vol.3をサウンドノート名古屋で開催。
- 11月9日、「虹の架け橋」vol.4をサウンドノート名古屋で開催。おとうふホワイト担当として羽澄ゆずの加入を発表。
- 12月12日、デビュー2周年記念ライブ「虹の架け橋は続くよどこまでも」をサウンドノート名古屋で開催。羽澄ゆずがデビュー。七海りおが「新しい道に進むため」と卒業を発表。
- 12月16日、共同通信社から新型コロナウイルス感染拡大による活動への影響について取材を受け、その内容が地方紙に掲載された[9]。
- 12月26日、ビビットピンク担当として兎未めろの加入を発表[10]。
- 12月27日、藍蝶みらんが2022年1月30日をもって卒業することを発表。

### 2022年
- 1月8日、七海りおの卒業ライブをX-HALLで開催。
- 1月25日、新型コロナウイルス感染拡大の影響により、藍蝶みらんの卒業ライブの延期を発表。
- 2月15日、「虹の架け橋」vol.5をサウンドノート名古屋で開催。兎未めろがデビュー。2ndワンマンライブ「可能性は∞（無限大）」を同年8月11日にボトムライン名古屋で行うことを発表。
- 3月15日、ほわいと☆ベガが同年5月3日のデビュー1周年記念ライブをもって解散することを発表。
- 4月11日、主催ライブ「ななふぇす!」vol.1を伏見ライオンシアターで開催。
- 4月17日、藍蝶みらんの卒業ライブをサウンドノート名古屋で開催。
- 5月3日、ほわいと☆ベガが解散ライブを伏見ライオンカフェで開催。
- 6月19日、「虹の架け橋」vol.6をサウンドノート名古屋で開催。
- 7月5日、兎未めろが体調不良のため7月10日をもって活動を休止することを発表。
- 7月10日、「ななふぇす!」vol.2をVERSUS東海ホールで開催。
- 7月16日 - 18日、アイドルフェス「2022 TOKYO アイドル博LIVE!」で初の東京遠征。熱中症などを避けるため、最終日は出演を取りやめるアイドルが相次ぐ[注釈 1]中、その代替を含めて延べ10ステージ、計1時間50分間ライブを行った。
- 8月11日、主催ライブ「ななふぇす!」vol.2および、2ndワンマンライブ「可能性は∞（無限大）」をボトムライン名古屋で開催。
- 8月12日、新メンバーの募集を開始。
- 8月16日、夜月ちさが仕事の関係で10月23日をもって卒業することを発表。
- 9月3日、全国7箇所ツアー『進め！7色の道』を石川県を皮切りに開催。
- 9月20日、「虹の架け橋」vol.7を伏見ライオンシアターで開催。
- 10月2日、兎未めろがか活動復帰。黒栖かんなの加入と10月24日以降のデビューを発表。
- 10月23日、夜月ちさの卒業ライブを伏見ライオンカフェで開催。黒栖かんなのメンバーカラーを夜月ちさと同じ紫と発表。
- 10月25日、「虹の架け橋」vol.8を新栄DAYTRIVEで開催。黒栖かんながデビュー。
- 11月5日～6日、初の本州外遠征となる福岡県遠征ライブを開催。
- 12月7日、全国ツアー最終およびデビュー3周年記念ライブ『進め！7つの道　名古屋ファイナル〜3周年SP〜』をNAGOYA ReNY limitedで開催。杉野菜子が「役者の道に専念するため」2023年3月17日をもって卒業することを発表。また、3rdワンマンライブを2023年3月17日にボトムライン名古屋で行うことを発表。

### 2023年
- 1月9日、黒栖かんなが同日をもって活動休止することを発表。
- 1月9日、ひまわりイエロー担当として野原みなみの加入を発表。
- 2月14日、野原みなみがデビュー。
- 2月18日、黒栖かんなが同日をもって活動辞退することを発表。
- 3月12日、主催ライブ「ななフェス!」vol.5および、「ななフェス!」vol.6をフェアリーテイルズ名古屋で開催。
- 3月17日、3rdワンマンライブおよび、杉野菜子の卒業ライブをボトムライン名古屋で開催。
- 6月26日、恋春ももがデビュー。
- 8月26日、4thワンマンライブをLivesNAGOYAにて開催。
- 12月27日、デビュー4周年記念ライブをDIAMOND HALLにて開催。翌年12月15日をもって現体制を終了することを発表[12]。
- 12月29日、ちゅ〜どくぱーぷる担当として嬢姫きらりの加入を発表。

### 2024年
- 1月26日、嬢姫きらりがデビュー。
- 2月2日、舞咲ゆめがABEMAから多汗症についての取材を受け、その内容がAbemaTV「報道リアリティーショー ABEMA Prime」にて放送された。[13]
- 6月11日、2025年以降の新体制に向けたメンバー募集を開始。
- 8月18日、全国3箇所ツアー『ななミル感謝の3都市ツアー ～君が待つ街へ、一直線！～』を石川県を皮切りに開催。
- 10月25日、兎未めろが同日をもって活動休止することを発表。
- 11月26日、活動休止していた兎未めろが11月30日より活動再開することが発表される。
- 12月8日、新体制メンバーとして筒井ほなみの加入を発表。メンバーカラーはチーズイエロー。
- 12月9日、新体制メンバーとして甘野ななみの加入を発表。メンバーカラーはあまあまピンク。
- 12月15日、デビュー5周年記念ライブをZepher Hallにて開催。現体制終了に伴い夏宮みずほ、小桜みりあ、舞咲ゆめ、兎未めろ、野原みなみが卒業。また、祭﨑のどかのメンバーカラーがあっちっちレッドに変更と発表。
- 12月17日、羽澄ゆずがリーダーに就任。現体制終了から新体制お披露目までの間は「ななみる」（ひらがなななみる）として活動。

### 2025年
- 2月13日、嬢姫きらりが同日をもって心身の不調により活動休止することを発表。
- 3月2日、新体制お披露目ライブをZepher Hallにて開催。筒井ほなみ、甘野ななみがデビュー。また、新メンバーとして涼音しゅかの加入を発表。メンバーカラーはしゅわしゅわブルー。
- 3月4日、活動休止中の嬢姫きらりの卒業が発表される。同年3月21日がラストライブとなる[14]。
- 3月21日、嬢姫きらりの生誕及び卒業ライブをX-HALL -ZEN-で開催。
- 4月25日、涼音しゅかがデビュー。
- 7月20、21日、「SEKIGAHARA IDOL WARS 2025 -関ケ原唄姫合戦-」に出演[15]。

## メンバー

### 現在のメンバー
| 氏名                             | ニックネーム | 生年月日（現年齢）     | 血液型 | 出身地 | 加入年月日     | メンバーカラー     | 色種 | MBTI | 特記事項                                             |
| -------------------------------- | ------------ | ---------------------- | ------ | ------ | -------------- | ------------------ | ---- | ---- | ---------------------------------------------------- |
| 祭﨑のどか （まつりざき のどか） | のんちゃん   | 2003年10月29日（21歳） | O型    | 愛知県 | 2019年12月15日 | あっちっちレッド   |      | ENFP | 2024年12月15日までのメンバーカラーはニコニコオレンジ |
| 羽澄ゆず （はすみ ゆず）         | ゆっちゃん   | 2002年10月3日（22歳）  | B型    | 岐阜県 | 2021年11月9日  | おとうふホワイト   |      | ENFP | リーダー                                             |
| 恋春もも （こはる もも）         | ももちゃん   | 2002年9月7日（22歳）   | A型    | 愛知県 | 2023年6月26日  | フェアリーぐりーん |      | ENFJ | 元レオンクロニクル                                   |
| 筒井ほなみ （つつい ほなみ）     | ほなちゃん   | 2001年12月11日（23歳） | B型    |        | 2025年3月2日   | チーズイエロー     |      | ISFJ | 元IDOL☆ST∀R MINE                                     |
| 甘野ななみ （あまの ななみ）     | ななちゃん   | 2001年11月28日（23歳） | A型    | 三重県 | 2025年3月2日   | あまあまピンク     |      | ISTJ |                                                      |
| 涼音しゅか （すずね しゅか）     | しゅかぴ     | 2004年12月22日（20歳） | A型    |        | 2025年4月25日  | しゅわしゅわブルー |      | ENFP |                                                      |

### 過去のメンバー
| 氏名                             | ニックネーム | 生年月日（現年齢）     | 血液型 | 出身地 | 加入年月日     | 卒業日         | メンバーカラー     | 色種 | 特記事項 |
| -------------------------------- | ------------ | ---------------------- | ------ | ------ | -------------- | -------------- | ------------------ | ---- | --- |
| 藍沢葉月 （あいざわ はづき）     | はーちゃん   | ????年11月27日         |        | 愛知県 | 2019年12月15日 | 2020年2月11日  | 黄緑               |      | |
| 合咲凜 （あいさき りん）         | りんちゃん   | 2000年12月16日（24歳） | B型    | 青森県 | 2019年12月15日 | 2020年8月1日   | ピンク             |      | 現芸名・丸凜凪（まる りんな） 後にPPPに加入し、現在はストロボグリッターに所属。                                                  |
| 姫柊さくら （ひめらぎ さくら）   | さあちゃん   | 2003年4月12日（22歳）  | A型    | 愛知県 | 2020年8月16日  | 2021年9月14日  | 白                 |      | 現芸名・橘さくら |
| 七海りお （ななみ りお）         | りおち       | 1998年7月16日（27歳）  |        | 愛知県 | 2019年12月15日 | 2022年1月8日   | 黄                 |      | |
| 藍蝶みらん （あいば みらん）     | みらん       | ????年1月26日          | B型    | 福井県 | 2021年3月28日  | 2022年4月17日  | 青                 |      | |
| 夜月ちさ （よづき ちさ）         | ちーちゃん   | 1998年10月29日（26歳） | B型    | 愛知県 | 2019年12月15日 | 2022年10月23日 | 紫                 |      | |
| 黒栖かんな （くろす かんな）     |              | 2004年11月6日（20歳）  |        |        | 2022年10月2日  | 2023年2月18日  | 紫                 |      | |
| 杉野菜子 （すぎの なこ）         | なこちゃ     | 1998年3月26日（27歳）  | B型    | 三重県 | 2020年5月24日  | 2023年3月17日  | 黄緑               |      | 現芸名・すぎのなこ 卒業後より劇団わに社に所属にて役者・タレントとして活動。 卒業後も2024年12月15日までは一部運営に携わっていた。 |
| 夏宮みずほ （なつみや みずほ）   | みずぽん     | 1998年7月7日（27歳）   | B型    | 愛知県 | 2019年12月15日 | 2024年12月15日 | 水色               |      | 結成時から2024年12月15日までプロデューサー兼任。 卒業後はプロデューサー専任の傍らYouTuberとしても活動。                          |
| 小桜みりあ （こざくら みりあ）   | みりちゃん   | 1998年5月17日（27歳）  | AB型   | 三重県 | 2019年12月15日 | 2024年12月15日 | ゆでガニレッド     |      | |
| 舞咲ゆめ （まいさき ゆめ）       | ゆめさん     | 2001年3月16日（24歳）  | O型    | 三重県 | 2021年7月8日   | 2024年12月15日 | パステルピンク     |      | 卒業後は完全裏方のスタッフに転身。                                                                                               |
| 兎未めろ （うさみ めろ）         | めろた       | 1998年7月28日（26歳）  | O型    | 愛知県 | 2021年12月26日 | 2024年12月15日 | ビビットピンク     |      | |
| 野原みなみ （のはら みなみ）     | はらみ       | 2001年2月21日（24歳）  | A型    | 愛知県 | 2023年1月9日   | 2024年12月15日 | ひよこイエロー     |      | |
| 嬢姫きらり （じょうひめ きらり） | きらりん     | 2004年2月16日（21歳）  | A型    |        | 2023年12月29日 | 2025年3月21日  | ちゅ〜どくぱーぷる |      | |

## 楽曲

### オリジナル曲
| #  | タイトル                  | 初披露日       | 作詞       | 作曲       | 編曲   | 振付                             | 備考                       |
| -- | ------------------------- | -------------- | ---------- | ---------- | ------ | -------------------------------- | -------------------------- |
| 01 | なないろのLOVE            | 2019年12月15日 | ユウ       | ユウ       |        | メンバー全員                     |                            |
| 02 | Maximum!!                 |                | ユウ       | ユウ       |        | 夢咲あかり                       |                            |
| 03 | 七色デイズ                |                | ユウ       | ユウ       |        | 夏宮みずほ/サビ・合咲凜/サビ以外 |                            |
| 04 | 夏は短し、恋せよ乙女      |                | ユウ       | ユウ       |        | 杉野菜子                         |                            |
| 05 | White Message             |                | ユウ       | ユウ       |        | まみたす                         |                            |
| 06 | Summer Dream              |                | ユウ       | ユウ       |        | 杉野菜子                         |                            |
| 07 | セブンスライド            |                | ユウ       | ユウ       |        | 杉野菜子                         |                            |
| 08 | レインプリズム            |                | うさぎ機関 | うさぎ機関 |        | 舞咲ゆめ、杉野菜子               |                            |
| 09 | 明日の僕へ。              |                | mimimy     | UPER       |        | 藍蝶みらん                       |                            |
| 10 | 君に効かない魔法          |                | みゆ       | iSO-YAN    |        | 杉野菜子                         |                            |
| 11 | 進め、ななミル!           |                | ユウ       |            |        | 杉野菜子                         | 自己紹介部分はメンバー考案 |
| 12 | 晴れるミスティアイド      |                | うさぎ機関 | うさぎ機関 |        | 杉野菜子                         |                            |
| 13 | 永遠トレイン              |                | 夏宮みずほ | iSO-YAN    |        | 羽澄ゆず、舞咲ゆめ               |                            |
| 14 | がむしゃらインフィニティ  |                | 夏宮みずほ | UPER       |        | 杉野菜子                         |                            |
| 15 | ダイナナ                  |                | ユウ       | ユウ       |        | 羽澄ゆず                         |                            |
| 16 | 夏だ dé NANAIRO!!         |                | ユウ       | ユウ       |        | 羽澄ゆず                         |                            |
| 17 | エンドロールに僕はいない  |                | うさぎ機関 | うさぎ機関 |        | すぎのなこ                       |                            |
| 18 | 全力両想い                |                | 夏宮みずほ | iSO-YAN    |        | 羽澄ゆず                         |                            |
| 19 | Starry night for two      | 2023年12月27日 | うさぎ機関 | うさぎ機関 |        | すぎのなこ                       |                            |
| 20 | 青春はサマーギフト        | 2024年5月25日  | ユウ       | ユウ       |        | 羽澄ゆず                         |                            |
| 21 | にゃんてこった♡らびゅーん | 2024年7月25日  | 夏宮みずほ | 八巻俊介   |        | 羽澄ゆず                         |                            |
| 22 | 最強のミカタ              | 2024年10月4日  | みぬきち   | 高橋慶     | 高橋慶 | 羽澄ゆず                         |                            |
| 23 | 秒速トキメキ∞キロメートル | 2025年3月2日   | 夏宮みずほ | iSO-YAN    |        | 羽澄ゆず                         |                            |
| 24 | ガチ恋×向上!!委員会       | 2025年4月10日  | ユウ       | ユウ       |        | Kenta Ohki                       |                            |
| 25 | 君と夏と恋花火            | 2025年5月14日  | ユウ       | ユウ       |        | Kenta Ohki                       |                            |

### オリジナル曲（「ほわいと☆ベガ」）から引き継ぎ）
| #  | タイトル            | 初披露日 | 作詞 | 作曲    | 編曲 | 振付       | 備考 |
| -- | ------------------- | -------- | ---- | ------- | ---- | ---------- | ---- |
| 01 | 不完全☆オリヒメイズ |          | ユウ | ユウ    |      | 杉野菜子   |      |
| 02 | サボグラマー        |          | ユウ | ユウ    |      | 朝宮さくら |      |
| 03 | 青春、なんです!     |          | みあ | ISO-YAN |      | 夢咲あかり |      |

### カバー曲
- はじめてだよ（i*chip_memory）
- You（Shine Fine Movement）
- 悶絶コミュニケーションZ（キミイロプロジェクト）
- Maybe×3（パピマシェ）

## 出演

### テレビ
- 高須クリニックpresents『ぶっと美テレビ～番外編～』（2025年2月23日・2025年3月2日、KBS京都） - 嬢姫きらり

### ラジオ
- もえなりラジオ（2020年8月10日、愛知北エフエム放送） - 小桜みりあ・杉野菜子
- きんようびのアニマルランチタイム（愛知北エフエム放送） 
  - 2021年7月30日- 夏宮みずほ・祭﨑のどか・杉野菜子
  - 2022年7月8日- 夏宮みずほ・祭﨑のどか・杉野菜子・舞咲ゆめ
  - 2023年1月13日- 夏宮みずほ・杉野菜子・羽澄ゆず
  - 2023年1月20日- 杉野菜子・舞咲ゆめ・羽澄ゆず
  - 2023年1月27日- 祭﨑のどか・杉野菜子
  - 2024年8月16日- 祭﨑のどか・嬢姫きらり
  - 2024年10月18日- 祭﨑のどか・羽澄ゆず
  - 2025年2月21日- 羽澄ゆず・祭﨑のどか・恋春もも
- AMOURラジオ（2022年3月5日、FM AICHI） - 小桜みりあ・祭﨑のどか
- ワンアゲ！（MID-FM） 
  - 2022年8月1日- 杉野菜子・羽澄ゆず
  - 2023年3月13日- 小桜みりあ・杉野菜子
  - 2023年10月23日- 小桜みりあ・舞咲ゆめ
  - 2023年11月13日- 羽澄ゆず・祭﨑のどか
  - 2024年2月26日- 小桜みりあ・嬢姫きらり
  - 2024年7月1日- 夏宮みずほ・小桜みりあ
  - 2024年10月21日- 小桜みりあ・嬢姫きらり
  - 2024年12月2日- 羽澄ゆず・祭﨑のどか
  - 2024年12月9日- 夏宮みずほ・小桜みりあ
- G-Stage（2022年9月6日、FMいちのみや） - 夏宮みずほ・杉野菜子
- BUZZ FRIDAY（愛知北エフエム放送）
  - 2022年11月11日- 祭﨑のどか・羽澄ゆず
  - 2023年12月15日- 以降第3週レギュラーとして羽澄ゆずが毎月出演
  - 2024年2月16日- 祭﨑のどか
  - 2024年4月19日- 夏宮みずほ
  - 2024年6月21日- 恋春もも
  - 2024年8月16日- 嬢姫きらり
  - 2024年10月18日- 祭﨑のどか
  - 2024年11月15日- 夏宮みずほ・祭﨑のどか・恋春もも（羽澄ゆずは喉の不調により欠席）
  - 2025年2月21日- 祭﨑のどか・恋春もも
  - 2025年4月18日- 筒井ほなみ
  - 2025年6月20日- 甘野ななみ
  - 2025年8月15日- 恋春もも
- ななミルの○○してミル？（2024年5月27日- 以降毎月第4月曜日、しゃちほこアズーリFM）

## 賞レース

### M-1グランプリ
祭﨑のどか、羽澄ゆずのコンビ「たこわさび」にて出場。
| 年度（回）       | 結果      | No.  | 備考 |
| ---------------- | --------- | ---- | ---- |
| 2023年（第19回） | 2回戦進出 | 4047 |      |
| 2024年（第20回） | 2回戦進出 | 1777 |      |
| 2025年（第21回） |           | 164  |      |